# Polla avellana
Polla avellana är en fjärilsart som beskrevs av Thierry-mieg 1892. Polla avellana ingår i släktet Polla och familjen mätare. Inga underarter finns listade i Catalogue of Life.